# عثمان یوسفوف
عثمان یوسفوف (انگلیسی: Usman Yusupov؛ ۱ مارس ۱۹۰۱ – ۷ مهٔ ۱۹۶۶) سیاست‌مدار اهل اتحاد جماهیر شوروی بود. او از ۲۷ سپتامبر ۱۹۳۷ تا ۷ آوریل ۱۹۵۰ دبیر اول حزب کمونیست ازبکستان بود.
وی همچنین از ۷ آوریل ۱۹۵۳ تا ۱۸ دسامبر ۱۹۵۴ رئیس شورای وزیران ازبکستان بود.
عثمان یوسفوف در ۷ مه ۱۹۶۶، در سن ۶۵ سالگی درگذشت.
وی همچنین برندهٔ جوایزی همچون نشان برجسته افتخار، نشان پرچم سرخ کار، و نشان لنین شده‌است.